# Кубок России по волейболу среди мужчин
Кубок России по волейболу — второй по значимости, после национального чемпионата, турнир в ряду соревнований волейбольных клубов России. Проводится с 1993 года, с 2009 года носит имя Константина Ревы.

## Система проведения
Кубок России традиционно проводился в три этапа: предварительный, полуфинальный и финальный. Предварительный этап проходил до старта чемпионата России и состоял из нескольких зональных турниров. В играх предварительного этапа могли не участвовать игроки сборной России, а клубы, откомандировавшие в сборную трёх или более игроков, выходили в полуфинальную стадию независимо от результата. Полуфинальный и финальный этапы команды проводили в полных, с игроками сборной, составах.
В 2003—2008 годах на полуфинальном этапе участвовали 16 команд, которые распределялись на 4 группы; победители групп выходили в «Финал четырёх». В 2009 году к участию в Кубке России были допущены сборные Беларуси, Казахстана, Латвии и Украины, в 2011 году — минский «Строитель» и харьковский «Локомотив», в 2014, 2015 и 2022 годах — минский «Строитель», в 2021 и 2023 годах — солигорский «Шахтёр». Формула проведения финального этапа с 2009 года была непостоянна.
В 2015 году в связи с продолжительным сезоном сборных розыгрыш Кубка был проведён по сокращённой схеме и состоял из двух этапов. В 2020—2022 годах в турнире принимали участие только команды Суперлиги, а коллективы высшей лиги «А» разыгрывали отдельный трофей (в 2020 — Кубок 75-летия Победы, в 2021 — Кубок Буробина, в 2022 — Кубок Калачихина).
В 2023 и 2024 годах розыгрыш Кубка России состоял из матчей в группах и серий плей-офф. 

## История
Соревнования на Кубок России впервые были проведены в 1993 году. В течение десятилетия этот турнир не пользовался особой популярностью и фактически являлся этапом предсезонной подготовки: все матчи, в том числе и финалы, проходили летом или ранней осенью, в отсутствие сильнейших российских игроков, делегированных в национальную сборную.
В 2003 году Всероссийская федерация волейбола изменила формат соревнований, организовав финальный этап в более удобное для клубов время — в конце декабря. Это привело к резкому повышению уровня матчей и самого статуса Кубка России. С 2005 года победитель Кубка России получал путёвку в Лигу чемпионов, однако в 2012 году решением Европейской конфедерации волейбола право обладателя Кубка сыграть в главном клубном турнире Европы было отменено.
В 2025 году розыгрыш Кубка России был перенесён с осени на весну и состоялся после завершения национального чемпионата.
Наибольшее количество титулов обладателя Кубка России (12) завоевал казанский «Зенит». 8 раз побеждало «Белогорье», четыре победы на счету московского «Динамо», по три — у УЭМ-«Изумруда» и новосибирского «Локомотива», по одному разу обладателями Кубка становились «Самотлор», ЦСКА и «Искра». Среди игроков наиболее титулованными являются Сергей Тетюхин (10 побед), Максим Михайлов (9) и Алексей Вербов (8), выступавшие за «Белогорье» и казанский «Зенит».

## Призёры турнира
| №      | Год  | Место проведения финального этапа | 1-е место                        | 2-е место                        | 3-е место                          |
| ------ | ---- | --------------------------------- | -------------------------------- | -------------------------------- | ---------------------------------- |
| I      | 1993 | Одинцово                          | «Самотлор» (Нижневартовск)       | «Искра» (Одинцово)               | «Левша» (Тула)                     |
| II     | 1994 | Белгород                          | ЦСКА (Москва)                    | УЭМ-«Изумруд» (Екатеринбург)     | «Искра» (Одинцово)                 |
| III    | 1995 | Одинцово                          | «Белогорье» (Белгород)           | УЭМ-«Изумруд» (Екатеринбург)     | «Автомобилист» (Санкт-Петербург)   |
| IV     | 1996 | Екатеринбург                      | «Белогорье» (Белгород)           | «Автомобилист» (Санкт-Петербург) | УЭМ-«Изумруд» (Екатеринбург)       |
| V      | 1997 | Белгород                          | «Белогорье-Динамо» (Белгород)    | «Искра»-РВСН (Одинцово)          | ЦСКА (Москва)                      |
| VI     | 1998 | Одинцово                          | «Белогорье-Динамо» (Белгород)    | УЭМ-«Изумруд» (Екатеринбург)     | «Автомобилист» (Санкт-Петербург)   |
| VII    | 1999 | Ярославль                         | УЭМ-«Изумруд» (Екатеринбург)     | «Нефтяник Башкирии» (Уфа)        | «Искра»-РВСН (Одинцово)            |
| VIII   | 2000 | Екатеринбург                      | УЭМ-«Изумруд» (Екатеринбург)     | «Уралсвязьинформ» (Пермь)        | «Искра»-РВСН (Одинцово)            |
| IX     | 2001 | Пермь                             | УЭМ-«Изумруд» (Екатеринбург)     | «Уралсвязьинформ» (Пермь)        | «Искра»-РВСН (Одинцово)            |
| X      | 2002 | Одинцово                          | «Искра»-РВСН (Одинцово)          | УЭМ-«Изумруд» (Екатеринбург)     | «Динамо-МГФСО-Олимп» (Москва)      |
| XI     | 2003 | Москва                            | «Локомотив-Белогорье» (Белгород) | «Динамо» (Москва)                | «Локомотив-Изумруд» (Екатеринбург) |
| XII    | 2004 | Москва                            | «Динамо-Таттрансгаз» (Казань)    | «Динамо» (Москва)                | «Искра» (Одинцово)                 |
| XIII   | 2005 | Москва                            | «Локомотив-Белогорье» (Белгород) | «Искра» (Одинцово)               | «Локомотив-Изумруд» (Екатеринбург) |
| XIV    | 2006 | Одинцово                          | «Динамо» (Москва)                | «Факел» (Новый Уренгой)          | «Искра» (Одинцово)                 |
| XV     | 2007 | Одинцово                          | «Динамо-Таттрансгаз» (Казань)    | «Динамо» (Москва)                | «Искра» (Одинцово)                 |
| XVI    | 2008 | Новосибирск                       | «Динамо» (Москва)                | «Искра» (Одинцово)               | «Зенит» (Казань)                   |
| XVII   | 2009 | Калининград                       | «Зенит» (Казань)                 | «Локомотив» (Новосибирск)        | «Динамо» (Москва)                  |
| XVIII  | 2010 | Новосибирск                       | «Локомотив» (Новосибирск)        | «Динамо» (Москва)                | «Зенит» (Казань)                   |
| XIX    | 2011 | Казань                            | «Локомотив» (Новосибирск)        | «Кузбасс» (Кемерово)             | «Искра» (Одинцово)                 |
| XX     | 2012 | Белгород                          | «Белогорье» (Белгород)           | «Зенит» (Казань)                 | «Динамо» (Москва)                  |
| XXI    | 2013 | Белгород                          | «Белогорье» (Белгород)           | «Динамо» (Москва)                | «Зенит» (Казань)                   |
| XXII   | 2014 | Белгород                          | «Зенит» (Казань)                 | «Локомотив» (Новосибирск)        | «Белогорье» (Белгород)             |
| XXIII  | 2015 | Калининград                       | «Зенит» (Казань)                 | «Белогорье» (Белгород)           | «Динамо» (Москва)                  |
| XXIV   | 2016 | Сургут                            | «Зенит» (Казань)                 | «Локомотив» (Новосибирск)        | «Белогорье» (Белгород)             |
| XXV    | 2017 | Белгород                          | «Зенит» (Казань)                 | «Кузбасс» (Кемерово)             |                                    |
| XXVI   | 2018 | Казань                            | «Зенит» (Казань)                 | «Зенит» (Санкт-Петербург)        |                                    |
| XXVII  | 2019 | Москва                            | «Зенит» (Казань)                 | «Зенит» (Санкт-Петербург)        |                                    |
| XXVIII | 2020 | Санкт-Петербург                   | «Динамо» (Москва)                | «Зенит» (Санкт-Петербург)        |                                    |
| XXIX   | 2021 | Санкт-Петербург                   | «Зенит» (Казань)                 | «Динамо» (Москва)                |                                    |
| XXX    | 2022 | Новый Уренгой                     | «Зенит» (Казань)                 | «Факел» (Новый Уренгой)          |                                    |
| XXXI   | 2023 | Москва                            | «Зенит» (Казань)                 | «Динамо» (Москва)                |                                    |
| XXXII  | 2024 | Москва                            | «Динамо» (Москва)                | «Зенит» (Казань)                 |                                    |
| XXXIII | 2025 | Казань                            | «Локомотив» (Новосибирск)        | «Динамо» (Москва)                | «Зенит» (Казань)                   |

## Титулы по клубам
| Клуб            | Город         | Кол-во побед | Победные сезоны                                                        |
| --------------- | ------------- | ------------ | ---------------------------------------------------------------------- |
| «Зенит»         | Казань        | 12           | 2004, 2007, 2009, 2014, 2015, 2016, 2017, 2018, 2019, 2021, 2022, 2023 |
| «Белогорье»     | Белгород      | 8            | 1995, 1996, 1997, 1998, 2003, 2005, 2012, 2013                         |
| «Динамо»        | Москва        | 4            | 2006, 2008, 2020, 2024                                                 |
| УЭМ-«Изумруд»   | Екатеринбург  | 3            | 1999, 2000, 2001                                                       |
| «Локомотив»     | Новосибирск   | 3            | 2010, 2011, 2025                                                       |
| «Югра-Самотлор» | Нижневартовск | 1            | 1993                                                                   |
| ЦСКА            | Москва        | 1            | 1994                                                                   |
| «Искра»         | Одинцово      | 1            | 2002                                                                   |

## Призёры турнира для высшей лиги «А»
| №                         | Год  | Место проведения финального этапа | 1-е место                          | 2-е место                          | 3-е место               |
| ------------------------- | ---- | --------------------------------- | ---------------------------------- | ---------------------------------- | ----------------------- |
| I (Кубок 75-летия Победы) | 2020 | Челябинск                         | «Грозный» (Грозный)                | «Локомотив-Изумруд» (Екатеринбург) | «Университет» (Барнаул) |
| II (Кубок Буробина)       | 2021 | Екатеринбург                      | «Нова» (Новокуйбышевск)            | «Кама» (Пермский край)             | «Искра» (Одинцово)      |
| III (Кубок Калачихина)    | 2022 | Раменское                         | «Локомотив-Изумруд» (Екатеринбург) | ЦСКА (Раменское)                   | «Ярославич» (Ярославль) |